# 宮崎学園都市
宮崎学園都市（みやざきがくえんとし Miyazaki University Town）は、宮崎大学を核として住宅都市「学園木花台」や工業団地・福祉施設などを擁する都市。
筑波研究学園都市に続き日本で2番目の学園都市でもある。宮崎県宮崎市の木花地区と宮崎市清武町木原にまたがる。

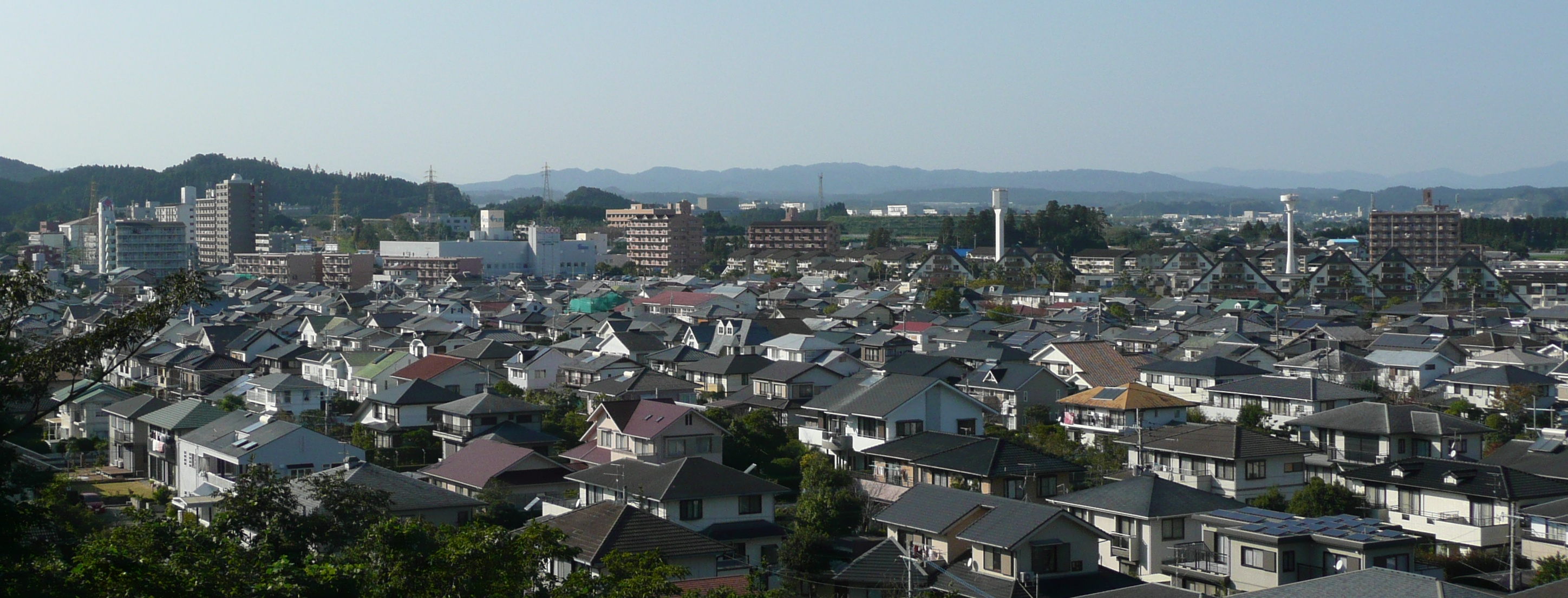
宮崎学園都市の一部（学園木花台とタウンセンター）

## 完成までの経緯
宮崎学園都市の構想は、当時の宮崎県のおかれた状況下で浮上した。1970年代の宮崎県は第二次産業が脆弱であり、大学も人文科学系統の学部が全くなかったことから若年層の流出が発生しており、これらの問題解決の手段として宮崎大学の移転とキャンパスの統合によって整備・拡充させていくことが必要とされていた。また、宮崎都市圏の人口増加に対応するために住宅地の整備も必要とされた。
宮崎学園都市開発整備事業は当初「宮崎大学の移転とキャンパスの統合による拡充」と「住宅地の開発」を軸とした基本計画に基づき進行していた。ところが国がテクノポリス建設構想を提案したことを受けて、宮崎県が「宮崎SUNテクノポリス」構想を掲げ、宮崎学園都市を中核団地としたことにより計画は一部変更され、産業と大学が一体となった拠点として「ハイテクパーク」と「リサーチパーク」が整備されることとなった。
宮崎大学の移転は1988年に完了、宮崎学園都市全体としても1993年2月に完成となった。

## 年表
- 1962年（昭和37年）- 宮崎大学が大学の移転とキャンパス統合の検討を開始。
- 1972年（昭和47年）8月14日 - 宮崎大学が大学の移転とキャンパスの統合を決定。
- 1973年（昭和48年）3月5日 - 国が宮崎医科大学（現在の宮崎大学医学部）設置を決定。
- 1974年（昭和49年）6月7日 - 宮崎医科大学が開学。
- 1976年（昭和51年）9月17日 - 文部事務次官及び地域振興整備公団総裁が、宮崎大学の移転統合を含めた学園都市開発整備事業の事前調査を実施することを了承（協定締結は同年12月22日）。
- 1979年（昭和54年）
  - 2月 - 宮崎県・宮崎市・清武町（当時）が地域振興整備公団に対して事業要請。
  - 8月25日 - 地域振興整備公団が国土庁および建設省に対して事業実施基本計画の認可を要請。
  - 10月11日 -「宮崎学園都市開発整備事業に係る事業実施基本計画」を国土庁長官および建設大臣が認可。
- 1980年（昭和55年）2月22日 -「用地売買価格協定」を知事と地権者代表間で締結。これより本格的な用地買収を開始。
- 1981年（昭和56年）12月25日 - 宮崎学園都市区域を宮崎広域都市市街化区域に編入。
- 1982年（昭和57年）
  - 3月6日 - 福祉施設ゾーンの用地造成に着手をもって宮崎学園都市の建設を開始。
  - 12月2日 - 宮崎学園都市開発整備事業の起工式を挙行。
- 1984年（昭和59年）3月31日 - 宮崎大学農学部校舎の建設完了（同年11月21日に移転、翌年1月24日に移転完了）。
- 1986年（昭和61年）9月13日 - 宮崎大学工学部の移転完了。
- 1987年（昭和62年）2月16日 - 住宅地の名称を「学園木花台」と決定。
- 1988年（昭和63年）
  - 3月19日 - 学園木花台の宅地分譲を開始。
  - 9月7日 - 宮崎大学教育学部（1999年度から2015年度は教育文化学部と呼称）の移転完了。
- 1989年（平成元年）11月11日 - 宮崎大学の移転完了記念式典が挙行。
- 1991年（平成3年）4月1日 - 宮崎市立木花中学校が移転。
- 1992年（平成4年）6月9日 - 温泉の湧出確認（木花温泉として2013年まで営業）。
- 1993年（平成5年）
  - 2月24日 - 宮崎学園都市竣工記念式典を挙行。
  - 4月1日 - 宮崎市立学園木花台小学校が開校。
- 2003年（平成15年）10月1日 - 宮崎大学と宮崎医科大学が統合。
- 2010年（平成22年）3月23日 - 清武町の編入合併に伴い、学園都市全域が宮崎市域に属するようになる。
- 2013年（平成25年）3月31日 - 木花温泉が閉館。

## 地理
宮崎学園都市は清武川と加江田川にはさまれた地域にあり、両河川の沖積平野と丘陵地により形成されている。1978年時点（建設開始前）の学園都市の区域内における土地利用状況は農地、山林で80%、特に農地で55%が占められていた。第一次産業従事者の占める割合も42.3%に及び、このうち3分の2は農業主体の生計であったと推測されている。

### 各施設の概要

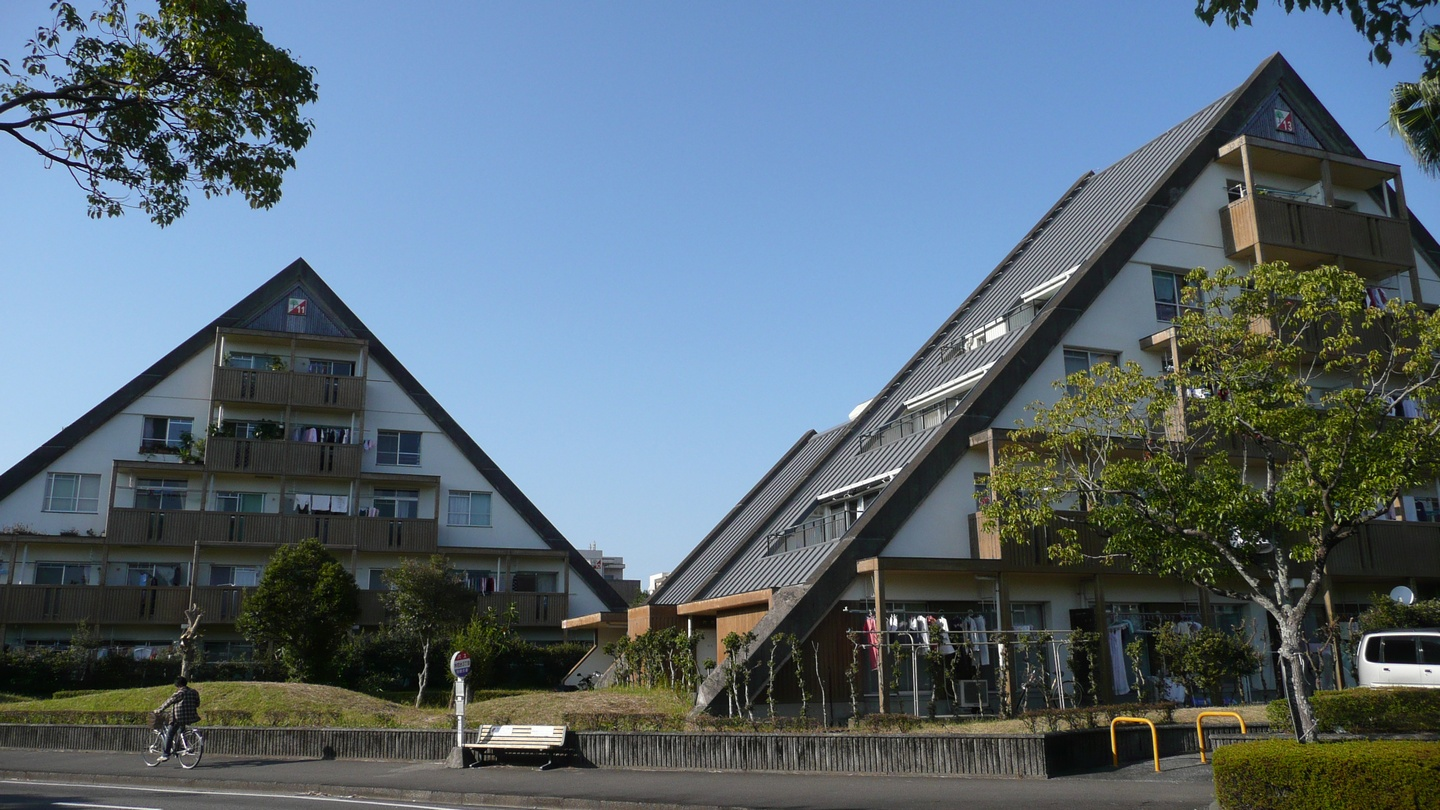
県営住宅

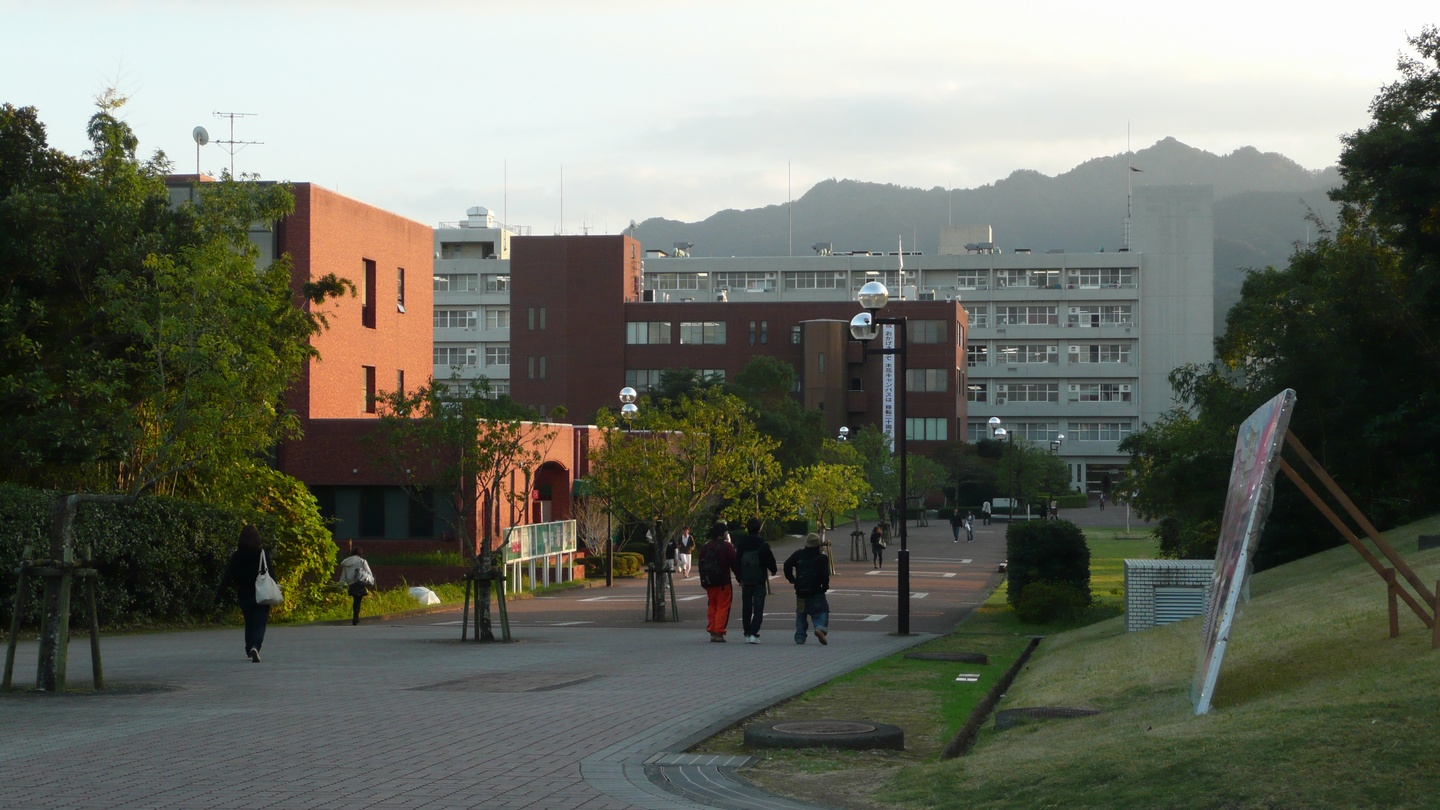
宮崎大学
学園都市の中心となる施設。
宮崎大学医学部
前身である宮崎医科大学は宮崎学園都市とは直接は関係なく、先行して設置されていたが、事実上学園都市の重要機関として機能していた。2003年10月に宮崎大学と統合し現在に至る。
学園関連施設
宮崎大学および宮崎医科大学（宮崎大学医学部）との連携を考慮し、福祉施設やハイテクパーク、リサーチパークが整備されている。ハイテクパークは「宮崎SUNテクノポリス」の一環として整備。
- 宮崎県立こども療育センター
- 宮崎県立清武せいりゅう支援学校
- 宮崎県立ひまわり学園
- 宮崎県立みなみのかぜ支援学校

住宅地
住宅地「学園木花台」は宮崎大学の東側一帯にあり、地名としても使用されている。自然と調和したまちづくりを目指し、独立住宅は宅地面積の平均が100坪となっている。なお、学園木花台南二丁目・三丁目、学園木花台西一丁目の各一部および学園木花台桜は、宮崎市施行の車坂・山下土地区画整理事業によるものであり、厳密には宮崎学園都市の区域外となる。
集合住宅
県営・市営・民営様々な形態で運営されている（民営に関しては「学園木花台桜」にあるものが多く、厳密には宮崎学園都市の区域外）。県営の集合住宅は1993年度に宮崎市都市景観賞を受賞している。
タウンセンター
1988年10月にファミリーレストラン・コンビニエンスストア・ガソリンスタンド、カーショップがオープン。1992年6月に温泉の湧出が確認されたことにより全体計画が一部変更され、既存施設も改めて整備されることとなった。2021年現在の主要施設は以下のとおり。
- 学園木花台郵便局
- ジョイフル宮崎木花台店（ファミリーレストラン）
- マックスバリュ木花台店（スーパーマーケット、イオン九州による運営）
- ジェスパ（前述の木花温泉やカラオケ、ボウリングなどがあるアミューズメント施設。2013年閉鎖）
- コンビニエンスストアに関しては「学園木花台桜」にセブン-イレブンとファミリーマートがある。また、区域外となるが木花駅周辺にもローソンがある。
- ドラッグストアモリ

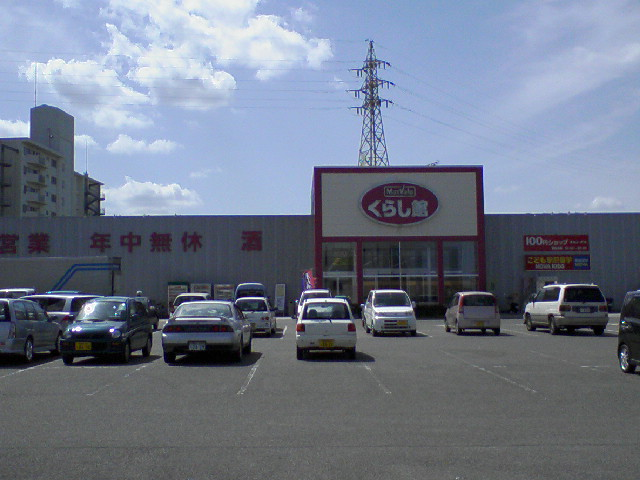
マックスバリュ学園木花台店（画像は建て替え前、2007年4月当時の「MVくらし館」）
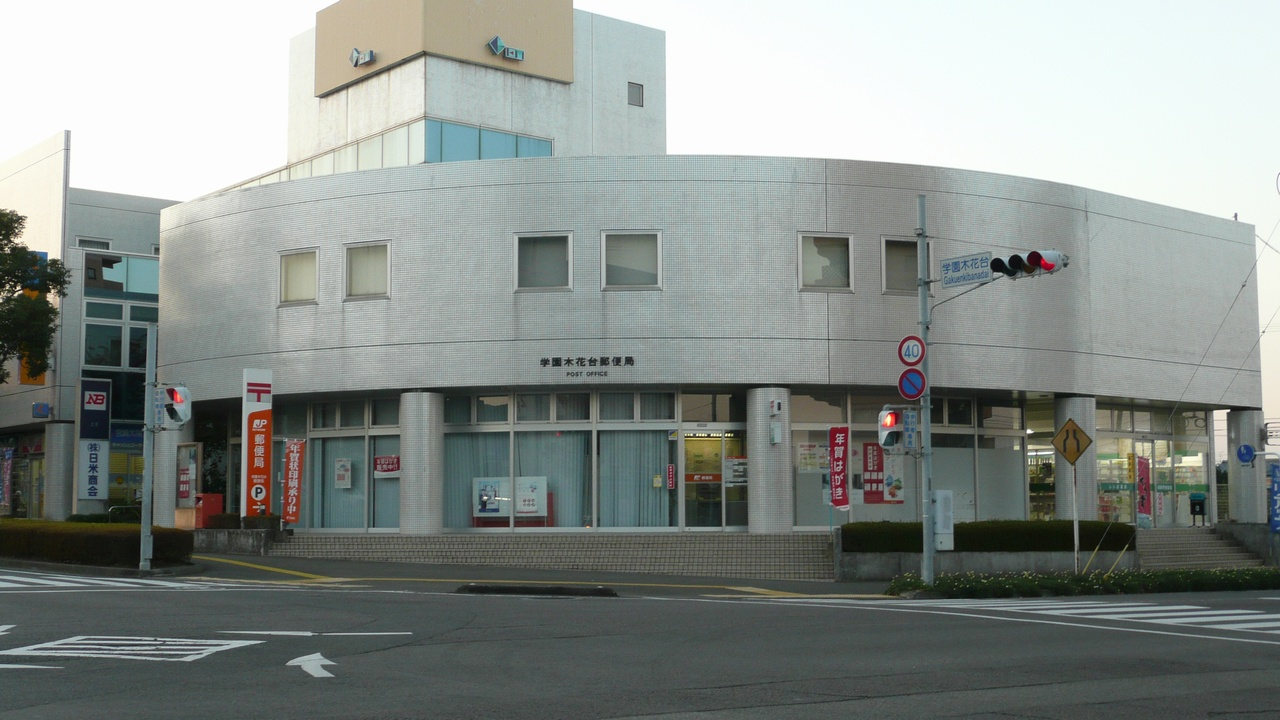
学園木花台郵便局

公共施設
学園木花台の造成に伴い、各種公共施設も整備されている。
- 宮崎市立木花中学校 - 1991年に宮崎学園都市内に移転。
- 宮崎市立学園木花台小学校 - 1993年に宮崎学園都市内に開校。
- 学園木花台駐在所
- 学園木花台自治公民館
- 木花公園

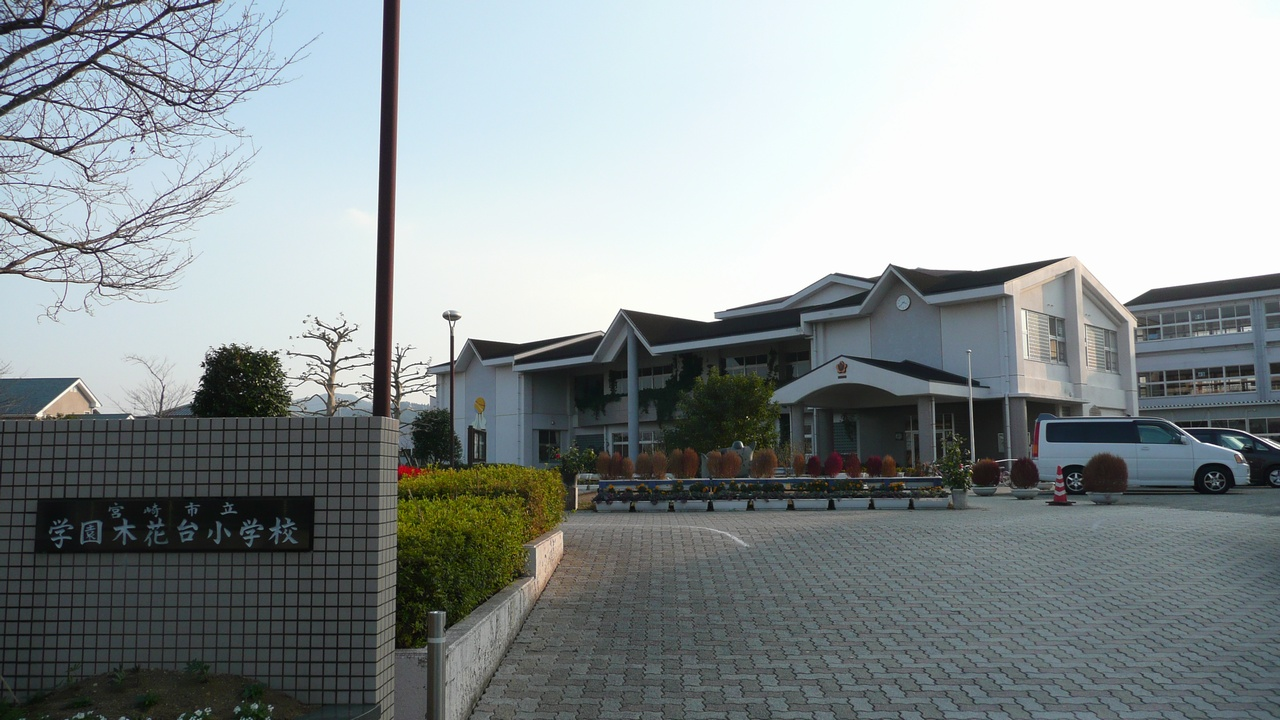
宮崎市立学園木花台小学校
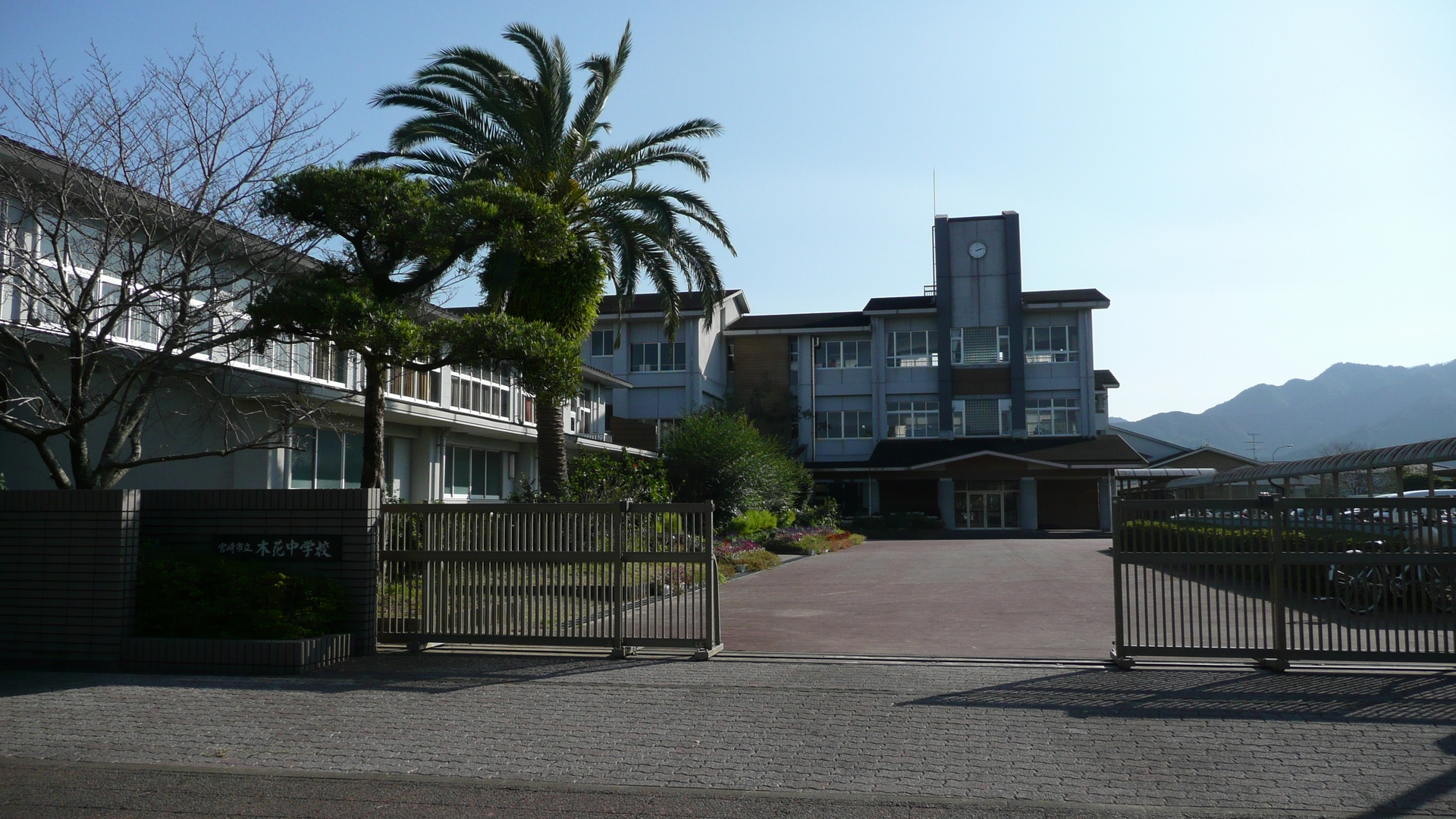
宮崎市立木花中学校
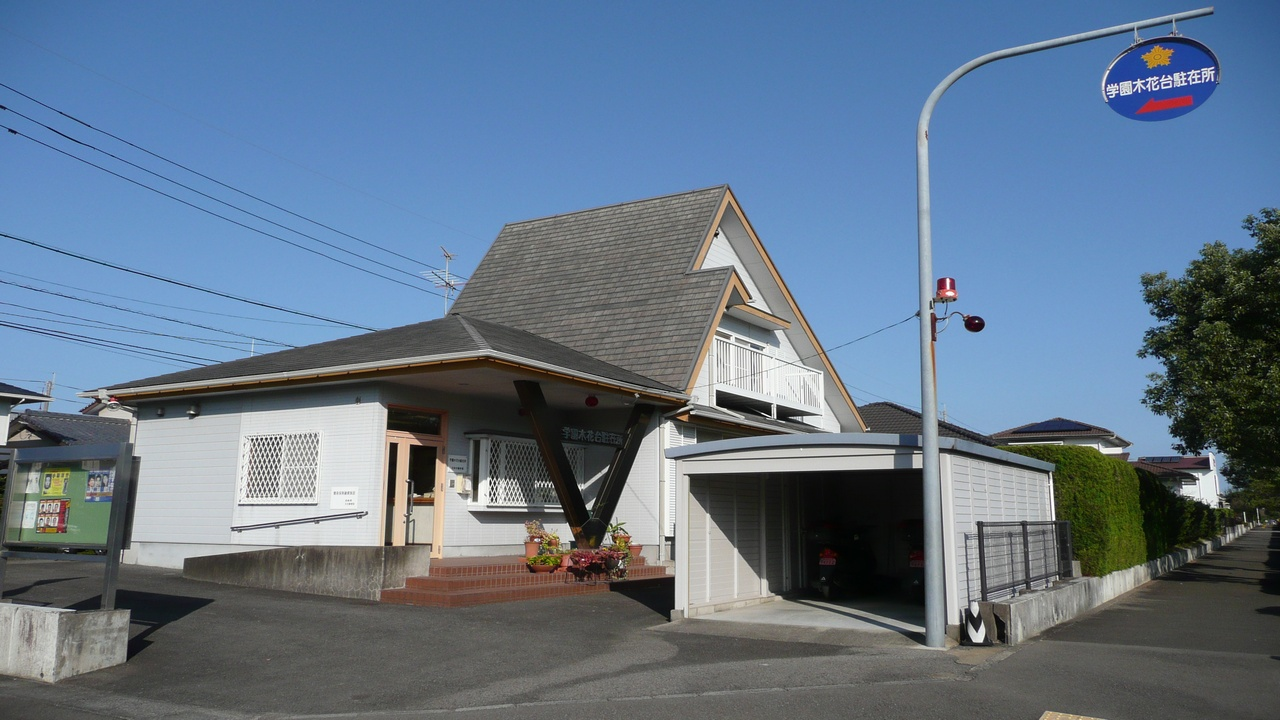
学園木花台駐在所

### ライフライン
学園木花台を中心とした記述であり、旧清武町内などでは一部異なる点がある。

#### 交通

##### 道路

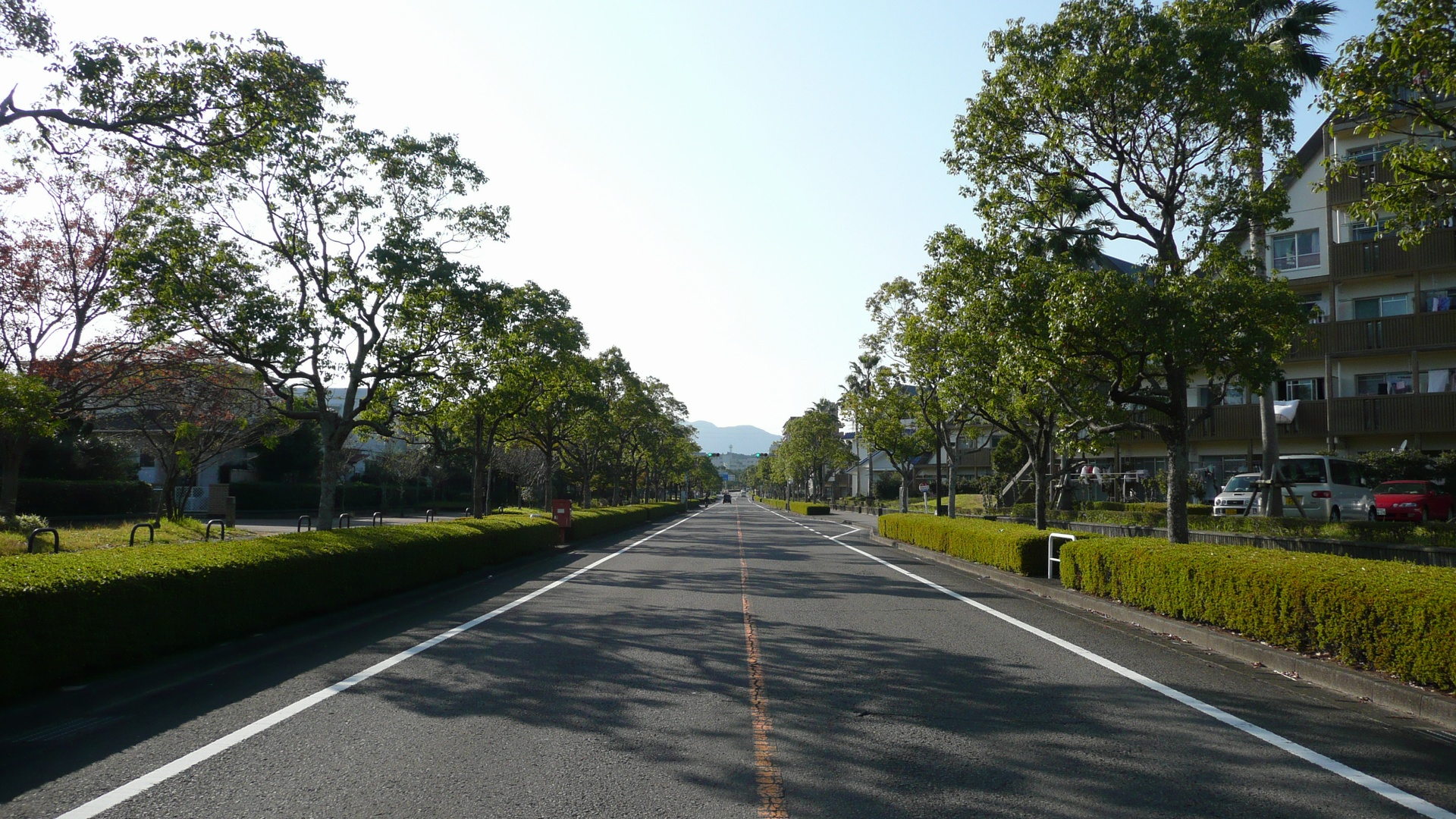
学園木花台を横断する県道368号

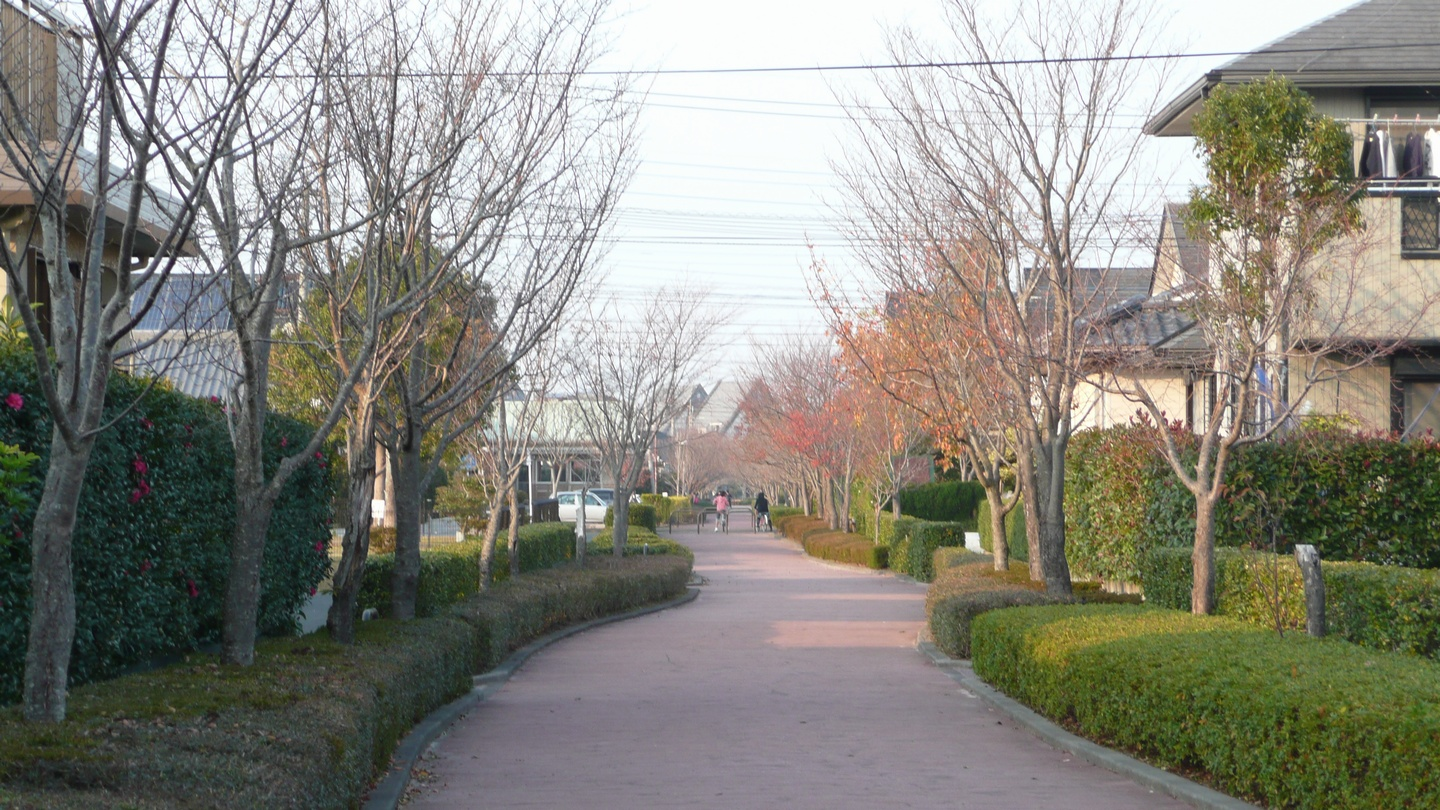
学園木花台に整備された遊歩道

宮崎市中心部へは一般県道や国道を経由するのが一般的。高速道路に関しては後述の両インターチェンジにある案内標識により掲示されている。
- 国道
  - 国道220号（宮崎南バイパス）
  - 国道269号
- 高速道路
学園都市完成後しばらくは宮崎道の宮崎インターチェンジが最寄であったが、2000年の東九州道の開通後は清武インターチェンジが最寄りとなる。
  - E10/E78 東九州自動車道：清武インターチェンジ、清武南インターチェンジ
  - E10 宮崎自動車道：宮崎インターチェンジ、田野インターチェンジ
- 県道
  - 宮崎県道13号高岡郡司分線（学園都市北部を横断する道路）
  - 宮崎県道27号宮崎北郷線（学園都市西部を縦断する道路）
  - 宮崎県道337号城ヶ崎清武線（後述の県道375号に代わる宮崎市街地へのアクセス道路）
  - 県道338号大久保木崎線（学園都市北部を横断する道路、清武インターチェンジへのアクセス道路）
  - 県道339号塩鶴木崎線（学園都市南部を横断する道路）
  - 宮崎県道367号中村木崎線（国道220号旧道）
  - 宮崎県道368号勢田木崎線（学園都市中心部を横断する道路）
  - 宮崎県道375号学園木花台本郷北方線（タウンセンターから宮崎市街地方面へのアクセス道路、一部未開通）
  - 宮崎県道376号学園木花台加江田線（タウンセンターから南方面に伸びる道路）

##### 公共交通機関
- 鉄道
最寄り駅は以下の2駅（いずれもJR九州）。便数は前者が1時間に1〜2便、後者は1〜2時間に1便。
  - 清武駅（日豊本線）
  - 木花駅（日南線）
- バス
外部接続として宮崎交通が1時間に1〜2便ほどの運行を実施している。木花地区のコミュニティバス『木花巡回バス』も1日に数便ほどが平日のみ運行されている。

#### 電気
- 九州電力が管轄する。

#### ガス
- 都市ガスは宮崎ガスが、プロパンガスは各社のものが利用可能。

#### 水道
- 宮崎市上下水道局が管轄する。

#### 通信
- ケーブルテレビ
学園木花台を中心に宮崎ケーブルテレビが利用可能。特に民営アパート・マンションでは大半の施設で導入されている。宮崎ケーブルテレビに非加入の場合は、テレビとFMの民放局は地元局のみの視聴・聴取となる。
- ブロードバンド
ADSLはNTT西日本、Yahoo! BBが利用可能であるが、アッカは利用不可。FTTxに関してはBBIQ（QTnet）、フレッツ（NTT西日本）がともに利用可能。また、ケーブルテレビによる回線も利用可能。
- 携帯電話・PHS
各社（NTTドコモ・au・ソフトバンク・ウィルコム・イーモバイル・WiMAX）ほぼ全域で利用可能。

### 文化財
宮崎学園地区付近にはかつて山城が2か所存在し、他にも約2万年前の石器から江戸時代までの様々な時代の遺跡が発掘されている。

### 周辺施設
宮崎学園都市周辺にも各大学および運動施設が立地している。
- 宮崎国際大学・宮崎学園短期大学
- 宮崎県立看護大学 - まなび野地区「キャンパスタウンまなび野」に所在
- 宮崎産業経営大学
- 宮崎県総合運動公園
- 宮崎市清武総合運動公園